# Siphonosoma dayi
Siphonosoma dayi är en stjärnmaskart som beskrevs av Stephen 1942. Siphonosoma dayi ingår i släktet Siphonosoma och familjen Sipunculidae. Inga underarter finns listade i Catalogue of Life.